# Verordnung zu den Internationalen Regeln von 1972 zur Verhütung von Zusammenstößen auf See
Die Verordnung zu den Internationalen Regeln von 1972 zur Verhütung von Zusammenstößen auf See legt fest, dass die sogenannten Kollisionsverhütungsregeln (offiziell: Internationale Regeln zur Verhütung von Zusammenstößen auf See) auf den Seeschifffahrtsstraßen, den bundeseigenen Häfen sowie im übrigen deutschen Küstenmeer und für alle Schiffe unter deutscher Flagge auf hoher See gültig sind. Die Verordnung wurde aufgrund des Gesetzes über die Aufgaben des Bundes auf dem Gebiet der Seeschifffahrt vom 24. Mai 1965 erlassen. Die Verordnung trat am 15. Juli 1977 in Kraft, die aktuelle Fassung datiert vom 31. Januar 2012.
Mit dieser Verordnung sind die 1972 von der IMO beschlossenen Kollisionsverhütungsregeln (KVR) in nationales Recht umgesetzt (§ 1) und weitere Bestimmungen dazu erlassen worden, insbesondere deren Geltungsbereich festgelegt (§ 2), „Grundregeln für das Verhalten im Verkehr“ (§ 3) und „Verantwortlichkeiten“ (§ 4) definiert worden. Die KVR selbst sind als Anhang an die Verordnung angehängt. 
Die Verordnung legt auch fest, welche Vergehen als Ordnungswidrigkeit gemäß deutschem Recht zu beurteilen sind. Darunter fällt etwa das Führen eines Schiffes unter Alkohol- oder Drogeneinfluss, die Beteiligung an einer Tätigkeit des Brücken- oder Decksdienstes unter solchem Einfluss als auch gefährliche Manöver mit nicht angepasster Geschwindigkeit. Auch das Widerhandeln gegen Vortrittsregeln ist eine Ordnungswidrigkeit. Die Verordnung enthält jedoch keine Angaben zu einem eventuellen Strafmaß. Die Verfolgung und Ahndung der Vergehen wird den zuständigen Wasser- und Schifffahrtsdirektionen übertragen.

## Weblink
- Text der Verordnung